# Songs from the Rain
Songs from the Rain è un album del gruppo musicale irlandese Hothouse Flowers, pubblicato dall'etichetta discografica London nel 1993.
L'album, disponibile su long playing, musicassetta e compact disc, è prodotto da Stewart Levine. I brani sono principalmente composti dai membri del gruppo.
Dal disco vengono tratti 5 singoli.

## Tracce

### Lato A
1. This Is It (Your Soul)
2. One Tongue
3. An Emotional Time
4. Be Good
5. Good for You
6. Isn't It Amazing

### Lato B
1. Thing of Beauty
2. Your Nature
3. Spirit of the Land
4. Gypsy Fair
5. Stand Beside Me